# Doddaghatta, Hiriyur
Doddaghatta là một làng thuộc tehsil Hiriyur, huyện Chitradurga, bang Karnataka, Ấn Độ.